# Ralph C. Davis
Ralph Currier Davis, né le 24 décembre 1894 est un ingénieur industriel et consultant américain, professeur d'organisation commerciale à l'université d'État de l'Ohio et théoricien des organisations. Il est connu pour ses travaux sur le management, notamment pour son prolongement des travaux d'Henri Fayol, en 1951.

## Biographie

### Jeunesse et débuts
Davis né en 1894 à Mohawk (New York), il est le fils de Frank Colin Davis et de Susie Helen (Greene) Davis. Il est diplômé de son lycée en 1912 et obtient sa maîtrise en ingénierie à l'université Cornell en 1916, et par la suite en 1926, sa maîtrise à l'université d'État de l'Ohio.
Après avoir obtenu son diplôme d'études secondaires, Davis commence sa carrière en 1913 dans l'industrie, en tant qu'apprenti machiniste spécial. De 1916 à 1918, il est ingénieur industriel junior à la Winchester Repeating Arms Company et, en 1919, il devient ingénieur industriel à The Gleason Works, qui est désormais la Gleason Corporation à Rochester.

### Carrière
Après quatre autres années, de 1919 à 1923, en tant que commissaire adjoint du travail à la Chambre de commerce de Cleveland, Davis commence sa carrière universitaire à l'Université d'État de l'Ohio en 1923 en tant que professeur adjoint. Sa dernière nomination dans l'industrie est à la tête du département de gestion de General Motors Institute, où il sert de 1927 à 1930.
En 1930, de retour à l'université d'État de l'Ohio, il est nommé professeur associé et, en 1936, il est professeur d'organisation commerciale . 
En 1948, Davis est président de l'Academy of Management. Il reçoit en 1958, le Taylor Key de la Society for Advancement of Management et en 1964, un doctorat honorifique en sciences de l'université d'État de Wayne. L'un de ses notables étudiants est Dillard E. Bird, président de la Society for Advancement of Management de 1949 à 1951.

## Travaux
Dans son livre The Fundamentals of Top Management, publié en 1951, Davis prend comme base les travaux de Henri Fayol et introduit la planification rationnelle.

## Publications
- Davis, Ralph Currier. Les principes d'organisation et de gestion d'usine. Harper et frères, 1928.
- Davis, Ralph Currier. Les principes d'organisation et de fonctionnement d'une entreprise , Columbus, O. : HL Hedrick, 4e éd. 1937.
- Davis, Ralph Currier. Organisation et management industriel. Harper & Frères, 1940.
- Davis, Ralph Currier. Gestion de magasin pour le chef de magasin. Harper et frères, 1941.
- Davis, Ralph Currier et Michael James Jucius. Achat et Stockage. Vol. 34. Institut Alexander Hamilton, 1947.
- Ralph C. Davis, Les Fondamentaux de la haute direction. New York : Harper et frères, 1951.